# Cratere Sévigné
Sévigné  è un cratere sulla superficie di Venere. Deve il proprio nome alla scrittrice francese Marie de Rabutin-Chantal, marchesa de Sévigné (1626–1696).